# Youssef En-Nesyri
Youssef En-Nesyri (tiếng Ả Rập: يوسف النصيري; sinh ngày 1 tháng 6 năm 1997) là một cầu thủ bóng đá chuyên nghiệp người Maroc hiện đang thi đấu ở vị trí tiền đạo cắm cho câu lạc bộ Super Lig Fenerbahçe và đội tuyển bóng đá quốc gia Maroc.

## Thống kê sự nghiệp

### Câu lạc bộ
Tính đến ngày 13 tháng 11 năm 2022
| Câu lạc bộ          | Mùa                 | Giải đấu            | Giải đấu | Giải đấu | Cúp quốc gia | Cúp quốc gia | Cúp châu lục | Cúp châu lục | Khác | Khác | Tổng cộng | Tổng cộng |
| Câu lạc bộ          | Mùa                 | Hạng đấu            | Trận     | Bàn      | Trận         | Bàn          | Trận         | Bàn          | Trận | Bàn  | Trận      | Bàn       |
| ------------------- | ------------------- | ------------------- | -------- | -------- | ------------ | ------------ | ------------ | ------------ | ---- | ---- | --------- | --------- |
| Málaga              | 2016–17             | La Liga             | 13       | 1        | 2            | 0            | —            | —            | —    | —    | 15        | 1         |
| Málaga              | 2017–18             | La Liga             | 25       | 4        | 1            | 0            | —            | —            | —    | —    | 26        | 4         |
| Málaga              | Tổng                | Tổng                | 38       | 5        | 3            | 0            | —            | —            | —    | —    | 41        | 5         |
| Leganés             | 2018–19             | La Liga             | 31       | 9        | 3            | 2            | —            | —            | —    | —    | 34        | 11        |
| Leganés             | 2019–20             | La Liga             | 18       | 4        | 1            | 0            | —            | —            | —    | —    | 19        | 4         |
| Leganés             | Tổng                | Tổng                | 49       | 13       | 4            | 2            | —            | —            | —    | —    | 53        | 15        |
| Sevilla             | 2019–20             | La Liga             | 18       | 4        | 2            | 0            | 6            | 2            | —    | —    | 26        | 6         |
| Sevilla             | 2020–21             | La Liga             | 38       | 18       | 5            | 0            | 8            | 6            | 1    | 0    | 52        | 24        |
| Sevilla             | 2021–22             | La Liga             | 23       | 5        | 0            | 0            | 6            | 0            | —    | —    | 29        | 5         |
| Sevilla             | 2022–23             | La Liga             | 10       | 0        | 1            | 0            | 4            | 2            | —    | —    | 15        | 2         |
| Sevilla             | Tổng                | Tổng                | 89       | 27       | 8            | 0            | 24           | 10           | 1    | 0    | 122       | 37        |
| Tổng cộng sự nghiệp | Tổng cộng sự nghiệp | Tổng cộng sự nghiệp | 176      | 45       | 15           | 2            | 24           | 10           | 1    | 0    | 216       | 57        |

1. ↑  Appearances in UEFA Europa League
2. 1 2  Appearances in UEFA Champions League
3. ↑  Appearance in UEFA Super Cup
4. ↑  Two appearances in UEFA Champions League, four appearances in UEFA Europa League

### Quốc tế
Tính đến ngày 30 tháng 1 năm 2024
| Đội tuyển quốc gia | Năm  | Trận | Bàn |
| ------------------ | ---- | ---- | --- |
| Maroc              | 2016 | 5    | 0   |
| Maroc              | 2017 | 9    | 1   |
| Maroc              | 2018 | 7    | 5   |
| Maroc              | 2019 | 10   | 3   |
| Maroc              | 2020 | 4    | 2   |
| Maroc              | 2021 | 5    | 0   |
| Maroc              | 2022 | 17   | 6   |
| Maroc              | 2023 | 8    | 0   |
| Maroc              | 2024 | 4    | 3   |
| Tổng               | Tổng | 69   | 20  |

Bàn thắng và kết quả của Maroc được để trước.
| #  | Ngày                 | Địa điểm                                            | Đối thủ      | Bàn thắng | Kết quả      | Giải đấu            |
| -- | -------------------- | --------------------------------------------------- | ------------ | --------- | ------------ | ------------------- |
| 1  | 20 tháng 1 năm 2017  | Sân vận động d'Oyem, Oyem, Gabon                    | Togo         | 3–1       | 3–1          | CAN 2017            |
| 2  | 9 tháng 6 năm 2018   | A. Le Coq Arena, Tallinn, Estonia                   | Estonia      | 3–0       | 3–1          | Giao hữu            |
| 3  | 25 tháng 6 năm 2018  | Sân vận động Kaliningrad, Kaliningrad, Nga          | Tây Ban Nha  | 2–1       | 2–2          | FIFA World Cup 2018 |
| 4  | 8 tháng 9 năm 2018   | Sân vận động Mohammed V, Casablanca, Maroc          | Malawi       | 2–0       | 3–0          | Vòng loại CAN 2019  |
| 5  | 8 tháng 9 năm 2018   | Sân vận động Mohammed V, Casablanca, Maroc          | Malawi       | 3–0       | 3–0          | Vòng loại CAN 2019  |
| 6  | 20 tháng 11 năm 2018 | Sân vận động Olympique de Radès, Rades, Tunisia     | Tunisia      | 1–0       | 1–0          | Giao hữu            |
| 7  | 28 tháng 6 năm 2019  | Sân vận động Al Salam, Cairo, Ai Cập                | Bờ Biển Ngà  | 1–0       | 1–0          | CAN 2019            |
| 8  | 5 tháng 7 năm 2019   | Sân vận động Al Salam, Cairo, Ai Cập                | Bénin        | 1–1       | 1–1 (1–4 (p) | CAN 2019            |
| 9  | 19 tháng 11 năm 2019 | Sân vận động Intwari, Bujumbura, Burundi            | Burundi      | 2–0       | 3–0          | Vòng loại CAN 2021  |
| 10 | 9 tháng 10 năm 2020  | Sân vận động Hoàng tử Moulay Abdellah, Rabat, Maroc | Sénégal      | 2–0       | 3–1          | Giao hữu            |
| 11 | 17 tháng 11 năm 2020 | Stade de la Réunification, Douala, Cameroon         | Trung Phi    | 2–0       | 2–0          | Vòng loại CAN 2021  |
| 12 | 25 tháng 1 năm 2022  | Sân vận động Ahmadou Ahidjo, Yaoundé, Cameroon      | Malawi       | 1–1       | 2–1          | CAN 2021            |
| 13 | 9 tháng 6 năm 2022   | Sân vận động Hoàng tử Moulay Abdellah, Rabat, Maroc | Nam Phi      | 1–1       | 2–1          | Vòng loại CAN 2023  |
| 14 | 13 tháng 6 năm 2022  | Sân vận động Mohammed V, Casablanca, Maroc          | Liberia      | 2–0       | 2–0          | Vòng loại CAN 2023  |
| 15 | 17 tháng 11 năm 2022 | Sân vận động Sharjah, Sharjah, UAE                  | Gruzia       | 1–0       | 3–0          | Giao hữu            |
| 16 | 1 tháng 12 năm 2022  | Sân vận động Al Thumama, Doha, Qatar                | Canada       | 2–0       | 2–1          | FIFA World Cup 2022 |
| 17 | 10 tháng 12 năm 2022 | Sân vận động Al Thumama, Doha, Qatar                | Bồ Đào Nha   | 1–0       | 1–0          | FIFA World Cup 2022 |
| 18 | 11 tháng 1 năm 2024  | Laurent Pokou Stadium, San Pédro, Bờ Biển Ngà       | Sierra Leone | 1–1       | 3–1          | Giao hữu            |
| 19 | 11 tháng 1 năm 2024  | Laurent Pokou Stadium, San Pédro, Bờ Biển Ngà       | Sierra Leone | 3–1       | 3–1          | Giao hữu            |
| 20 | 17 January 2024      | Laurent Pokou Stadium, San Pédro, Bờ Biển Ngà       | Tanzania     | 3–0       | 3–0          | CAN 2023            |

## Danh hiệu
Sevilla
- UEFA Europa League: 2019–20, 2022–23